# Saensak Muangsurin
Saensak Muangsurin (thaï : แสนศักดิ์ เมืองสุรินทร์) est un boxeur thaïlandais né le 13 août 1950 à Phetchabun et mort le 16 avril 2009.

## Carrière
Passé professionnel en 1974, il devient champion du monde des poids super-légers WBC lors de son troisième combat le 15 juillet 1975 en battant par KO au 8e round Perico Fernandez. Cette victoire constitue encore à ce jour un record de précocité. Défait l'année suivante par l'espagnol Miguel Velasquez, Muangsurin prend sa revanche le 29 octobre 1976 et ne cède définitivement sa ceinture que le 30 décembre 1978 au profit de Sang-Hyun Kim. Il mettra un terme à sa carrière en 1981 sur un bilan de 20 victoires et 6 défaites.